# معركة بابل (634)
معركة بابل معركة بين جيش المسلمين وجيش الأمبراطورية الفارسية وقعت في 634 م وهي إحدى معارك الفتح الإسلامي لبلاد فارس وانتهت بانتصار المسلمين.

## الوضع قبل المعركة
ترك خالد بن الوليد قيادة المعارك في العراق للتوجه إلى بلاد الشام، وبهذا أراد القائد الفارسي هورموزد جادويه انتهاز الفرصة للهجوم على جيش العرب الذي أضحى بقيادة المثنى بن حارثة الشيباني آنذاك.

## الالتحام
استخدم الفرس الفيلة في المعركة حتى تُرعب الخيول المحاربة، لكن هذا لم يمنع جيش المسلمين من الانتصار في المعركة وإجبار هورموزد جادويه على الانسحاب إلى قطيسفون.